# Miguel Palencia Calvo
Miguel Palencia Calvo (Madrid, 2 de gener de 1984) és un futbolista madrileny, que ocupa la posició de defensa.

## Trajectòria esportiva
Format al planter del Reial Madrid. La temporada 04/05 debuta amb el primer equip, tot disputant dos partits a la màxima categoria. Entre 2005 i 2007 jugaria a la Segona Divisió amb el Reial Madrid Castella Club de Futbol, sent titular en ambdues. L'agost del 2007 marxa al Royal Excelsior Mouscron belga, on roman any i mig, per a retornar a la competició espanyola de la mà del filial del Getafe Club de Fútbol. Un any després, al mercat d'hivern de la temporada 09/10, recala al Club de Fútbol Atlético Ciudad.